# Gaius Iulius Ianuarius
Gaius Iulius Ianuarius (vollständige Namensform Gaius Iulius [] Falerna Ianuarius) war ein im 1. oder 2. Jahrhundert n. Chr. lebender Angehöriger des römischen Ritterstandes (Eques). Durch eine Inschrift, die in Cremona gefunden wurde, ist seine militärische Laufbahn bekannt.
Ianuarius war Kommandeur (Praefectus) von drei Reitereinheiten. Zunächst übernahm er die Leitung einer Ala Pannoniorum, gefolgt von der Ala Hispanorum Auriana und zuletzt einer Ala Aravacorum. Er war in der Tribus Falerna eingeschrieben.

## Datierung
Die Inschrift wird bei der Epigraphik-Datenbank Clauss-Slaby auf 101/200 datiert. Margaret M. Roxan datiert seine militärische Laufbahn in einen Zeitraum vor der Regierungszeit von Hadrian (117–138). Laut Farkas István Gergő datiert Barnabás Lőrincz die Inschrift in die Regierungszeit von Trajan (98–117). Farkas István Gergő datiert sie zwischen 69 und 80.

## Ala Pannoniorum
Es gab mehrere Einheiten mit dieser Bezeichnung (siehe Ala I Pannoniorum und Ala II Pannoniorum). Florian Matei-Popescu hält es für wahrscheinlich, dass er die Ala I Pannoniorum (Moesia) kommandierte.

## Ala Aravacorum
Es gab zwei Einheiten mit dieser Bezeichnung (siehe Ala I Aravacorum und Ala II Aravacorum). Margaret M. Roxan und John Spaul ordnen Ianuarius der Ala I Aravacorum zu. Florian Matei-Popescu hält es für wahrscheinlich, dass er die Ala I Aravacorum kommandierte. Laut Farkas István Gergő nahm Barnabás Lőrincz an, dass er die Ala I Aravacorum befehligte. Für Eric Birley (John Spaul S. 32) und Jose Manuel Roldan Hervas (John Spaul S. 35) kamen sowohl die Ala I Aravacorum als auch die Ala II Aravacorum in Frage.